# توآلماش
توآلماش (به مجاری:  Tóalmás) یک سکونتگاه مسکونی در مجارستان است که در استان پشت واقع شده‌است.

## خصوصیات
توآلماش ۳۹٫۳۴ کیلومترمربع مساحت و ۳٬۳۷۵ نفر جمعیت دارد.